# Scleroderma uruguayense
Scleroderma uruguayense är en svampart som först beskrevs av Guzmán, och fick sitt nu gällande namn av Guzmán 1970. Scleroderma uruguayense ingår i släktet Scleroderma och familjen rottryfflar.   Inga underarter finns listade i Catalogue of Life.